# 고륜온장장공주
고륜온장장공주 (固倫溫莊長公主, 1625년 ~ 1663년)는 이름은 마객탑 (馬喀塔, 만주어: ᠮᠠᡴᠠᡨᠠMakata), 순치 14년 책문에서는 야비다(雅啚達)로 쓰여있기도 한다. 청 태종 홍타이지의 2녀이다. 

## 생애
천명 10년 (1625년) 8월 9일 정오에 태어났으며, 생모는 효단문황후 보르지기트씨 저르저르이다. 천총 9년 9월, 8월에 후금으로 귀순한 수타이 태후의 아들에게 배급을 허락하였다. 천총 10년 (1636년) 정월 10일, 마객탑은 링단 칸의 아들 에르크콩고르와 결혼하였다.
숭덕 원년 (1636년) 10월 16일, 홍타이지에 의해 책봉된 일곱 공주는 모두 그의 자매이거나 딸 등 여성 친족이었다. 그 중 "차하르부 공주, 아이르유(爱尔犹)는 나의 친딸과 같아서 대례를 받들어 이 책문을 내려 고륜공주로 봉한다. 나의 딸은 도를 넘어 도리를 거스르지 말라"고 말했다. 마객탑이 바로 고륜공주로 봉해진 차하르부 공주로 알려져있다. 
숭덕 5년, 홍타이지와 황후, 여러 비들을 대동하고 차하르 공주가 있는 곳으로 사냥을 떠났다. 같은 해 10월, 에제이 부부는 귀경했다. 숭덕 6년 (1641년) 정월 23일, 고륜액부 겸 화석친왕 에제콩구르가 사망했다. 에제콩구르가 죽은 후, 홍타이지는 매우 비통해하며, 장례는 친왕의 의장을 하사하였으며, 몽골의 예로 라마 독경을 명령하였고, 한인의 에로 승려를 초도하게 하였다. 마객탑은 에제콩구르의 유골을 가지고 차하르로 돌아가 지르할랑과 복진들이 후송했다. 
순치 2년 10월, 마객탑은 차하르부 업무를 총괄하는 에제이의 동생 아부나이에게 시집가, 두 아들 부르니와 로보창을 낳았다. 순치 14년 (1657년) 2월 15일, 고륜장공주에 봉해졌다. 순치 16년 (1659년), 봉호는 고륜영녕장공주(固倫永寧長公主)로 정해졌다. 
순치 말기, 고륜온장장공주(固倫溫莊長公主)로 봉호가 바뀌었다. 강희 2년 (1663년) 2월 26일 미시, 고륜온장장공주가 39살의 나이로 세상을 떠났다. 강희 14년 (1675년), 아들 부르니가 로보창의 반란에 가담하면서 아부나이 등이 피살되었다.

## 같이 보기
- 입팔분공